# Raphael (Makuria)
Raphael war ein nubischer König, der um 1002 das Reich von Makuria regierte.
Raphael war der Sohn eines Mannes, der auch Raphael hieß, der bisher aber nicht als König belegt ist und dessen Status daher unbekannt ist. Raphael wird von Abu Salih erwähnt, der meint, dass der König im Jahr 1002 in Alt Dunqula einen (wohl christlichen) Bau mit einer roten Ziegelkuppel errichtet habe.